# Cereatta kivuensis
Cereatta kivuensis is een hooiwagen uit de familie Assamiidae.